# سيطرة الدولة

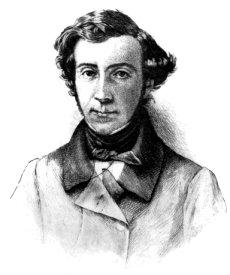

سيطرة الدولة أو (الدولانية) ، بالإنجليزية (Statism) تعني انه يجب على الدولة ان تسيطر اما على الاقتصاد أو على السياسة الاجتماعية أو الاثنين معاً
وتعتبر سيطرة الدولة (Statism) نقيضاً للاسلطوية ويمكن لها ان تتخذ اشكالا عدة بدئاً من الدول الملكية حتى الشمولية.
في العلوم السياسية، الدولانية هي المبدأ القائل بأن السلطة السياسية للدولة تتسم بالشرعية إلى حد ما. قد يشمل ذلك السياسة الاقتصادية والاجتماعية بالأخص فيما يتعلق بالضرائب ووسائل الإنتاج.
رغم أن مصطلح «الدولانية» قيد الاستخدام منذ خمسينيات القرن التاسع عشر، إلا أن استخدامه قد اكتسب زخمًا كبيرًا في الخطاب السياسي الأمريكي على مدى الثلاثينيات والأربعينيات. يُطلق على النزعة المعارضة للدولانية مصطلح «مناهضة الدولانية» أو اللاسلطوية. وتتسم هذه الأخيرة برفض قاطع لجميع أنظمة الحكم الهرمية.

## نظرة عامة
يمكن للدولانية أن تتخذ أشكالًا عديدة من الحكومة الصغيرة إلى الحكومة الضخمة. مبدأ الدولة الحارسة هو فلسفة سياسية تفضل وجود دولة دنيا مثل دولة الحارس الليلي -كما يشير معناها الحرفي- لحماية الناس من العدوان والسرقة وخرق العقود والاحتيال عن طريق الجيش والشرطة والمحاكم. قد يشمل ذلك أيضًا أقسام الإطفاء والسجون وغيرها من المهام. دولة الرفاهية هي شكل آخر ضمن نطاق الدولانية. أما الشمولية تفضل وجود دولة قصوى شاملة لجميع جوانب الحياة.
تنظر الفلسفات السلطوية إلى الدولة القوية الرسمية بصفتها ضرورة مطلوبة للتشريع أو فرض الممارسات الأخلاقية والثقافية. ترى إيديولوجية الدولانية التي تبنتها الفاشية أن السيادة ليست منوطة بالشعب، بل بالدولة القومية، وأن جميع الأفراد والجمعيات موجودون فقط لتعزيز سلطة الدولة وهيبتها ورفاهها. فهي تنبذ الفردانية وتمجّد الأمة بوصفها هيئة عضوية يترأسها القائد الأعلى وترعاها الوحدة والقوة والانضباط. أما الفاشية وبعض أشكال النقابوية تمجّد الموقف الأخلاقي الذي مفاده أن المجموعة الجماعية -عادة ما تكون الدولة- أكبر من مجموع أجزائها وأن الأفراد لديهم التزام أخلاقي بخدمة الدولة.

## سيطرة الدولة الاقتصادية
تدعم الدولانية الاقتصادية الرأي القائل بأن للدولة دورًا رئيسيًا وضروريًا وشرعيًا بإدارة الاقتصاد، إما بشكل مباشر من خلال المشاريع المملوكة من قِبل الدولة وغيرها من أنواع الأجهزة الحكومة، أو بشكل غير مباشر من خلال التخطيط الاقتصادي.

### رأسمالية الدولة
يمكن استخدام مصطلح الدولانية للإشارة إلى رأسمالية الدولة. إذ يشير مصطلح رأسمالية الدولة إلى أشكال من الرأسمالية تشتمل على نسبة عالية من المشاريع التجارية المدارة من قِبل الدولة.
في بعض الحالات، تشير رأسمالية الدولة إلى سياسات اقتصادية مثل التوجيهية التي كانت قائمة في فرنسا خلال النصف الثاني من القرن العشرين، وإلى الاقتصاد الحالي لجمهورية الصين الشعبية وسنغافورة حيث تمتلك الحكومة أسهم مسيطرة في الشركات المطروحة للتداول العام. يعرّف أيضًا بعض المؤلفين الاقتصادات السابقة للكتلة الشرقية بأنها تشكل شكلًا من أشكال رأسمالية الدولة.

### تدخل الدولة
يستخدم مصطلح «الدولانية» في بعض الأحيان للإشارة إلى اقتصادات السوق بمبالغ كبيرة من التدخل الحكومي أو التنظيم أو التأثير على السوق أو اقتصاد الأسواق المختلطة. يؤكد التدخل الاقتصادي أن للدولة دورًا شرعيًا أو ضروريًا ضمن إطار الاقتصاد الرأسمالي عن طريق التدخل في الأسواق، ووضع قوانين ضد المغالاة بتوسع صناعة القطاع الخاص، عن طريق إما تأمين السلع والخدمات التي لا ينتجها السوق بشكل كافٍ أو تقديم الإعانات.

### اشتراكية الدولة
يشير مصطلح اشتراكية الدولة عمومًا إلى أشكال من الاشتراكية تقوم على ملكية الدولة لوسائل الإنتاج وتوزيع الموارد بتوجيه من الدولة. وكثيرًا ما يستخدم هذا المصطلح للإشارة إلى الأنظمة الاقتصادية السوفييتية للدول الشيوعية السابقة.
في بعض الحالات، عندما يُستخدم المصطلح للإشارة إلى الاقتصادات السوفييتية، فإن مصطلح اشتراكية الدولة يُستخدم بذات المعنى لوصف رأسمالية الدولة استنادًا إلى أن النموذج السوفييتي للاقتصاد كان في الواقع مستندًا إلى عملية من تراكم رأس المال المُدار من قِبل الدولة والتسلسل الهرمي الاشتراكي.
على الصعيد السياسي، كثيرًا ما تُستخدم اشتراكية الدولة للدلالة لأيّ إيديولوجية سياسية اشتراكية أو حركة تنادي باستخدام سلطة الدولة في بناء الاشتراكية، أو للدلالة إلى الرأي الذي مفاده أن الدولة لابد وأن تُعتمد وتُستخدم لضمان نجاح الثورة الاشتراكية. وتُستخدم عادةً للإشارة إلى الاشتراكيين الماركسيين اللينينيين الذين هم من أنصار نظام دولة الحزب الواحد.

## النقد
رغم أن النظرية السياسية قد شككت لمدة طويلة بطبيعة الدولة وحقوقها، فإن الشكوكية حول الدولانية في الثقافات الغربية تضرب جذورها بعيدًا في فلسفة التنوير. كان جون لوك قد أثر بشكل بارز على التفكير الحديث في كتاباته التي نشرت قبل وبعد الثورة الإنجليزية عام 1688، بالأخص أعماله رسالة في التسامح (1667) ورسالتان في الحكم المدني (1689) ومقال خاص بالفهم البشري (1690). وفي نص عام 1689، وضع أسس النظرية السياسية الليبرالية، أي أن حقوق الشعب قد وُجدت قبل وجود الحكومة؛ وأن الغرض من الحكومة هو حماية الحقوق الشخصية وحقوق الملكية؛ وأن الشعب مخوّل بحلّ الحكومات التي لا تفعل ذلك؛ وهذه الحكومة التمثيلية هي أفضل شكل لحماية الحقوق.